# Чернітка білощока
Чернітка білощока (Myioborus albifacies) — вид горобцеподібних птахів родини піснярових (Parulidae).. Ендемік Венесуели.

## Опис
Довжина птаха становить 13 см. Лоб і потилиця чорні, обличчя біле. Верхня частина тіла зеленувато-сіра, хвіст чорний, з боків білий. Нижня частина тіла жовта з оранжевим відтінком, гузка біла, нижні покривні пера хвоста білі. Дзьоб і лапи чорні.

## Поширення і екологія
Білощокі чернітки є ендеміками Венесуели. Вони живуть в тропічних дощових і хмарних лісах, що ростуть в тепуях на півдні країни, на висоті від 900 до 2250 м над рівнем моря.